# Euxoa impexa
Euxoa impexa är en fjärilsart som beskrevs av Rudolf Püngeler 1904. Euxoa impexa ingår i släktet Euxoa och familjen nattflyn. Inga underarter finns listade i Catalogue of Life.